# 안데르스 에릭손 (심리학자)

K. 안데르스 에릭손(스웨덴어: K. Anders Ericsson, 1947년 10월 23일~2020년 6월 17일)은 스웨덴 출신의 심리학자로 플로리다 주립 대학교 콘라디 석학교수(Conradi Eminent Scholar)를 지냈다. 전문지식(expertise)과 인간 수행능력(human performance)에 관한 심리학적 본질에 대한 연구자로서 세계적으로 정평이 나 있다. 그는 1993년에 발표한 논문을 통하여 '1만 시간의 법칙'(The 10,000 Hours Rule)이라는 개념을 처음 제시한 것으로 유명하다. 이후 '1만시간의 법칙'은 저널리스트인 맬콤 글래드웰이 쓴 '아웃라이어(Outliers)'라는 책을 통해 대중에게 널리 알려지며 유명세를 얻기도 했다.
에릭손은 의학, 음악, 체스, 스포츠와 같은 영역에서 탁월한 경지에 도달한 능력 소유자들에 대해 연구하였다. 특히 인간이 자신의 편안하고 익숙한 영역을 뛰어넘는 고도의 집중력을 발휘하는 경우와 같은 장시간 '의식적인 연습'에 주목하였으며, 이것이 바로 전문가들이 우수한 수행능력을 획득하는 수단이라고 분석하였다. 결정적으로 에릭손의 연구 프로그램은 인지능력, 성격, 흥미, 의식적인 연습, 전문가들의 탁월한 능력에 대해 이해하고 이를 예측하게끔 해주는 요소들을 다루는 연구들에 도움이 되었다.

## 경력
빌 체이스(Bill Chase)와 더불어, 에릭손은 후천적으로 뛰어난 기억 수행능력(memory performance)에 대한 분석에 기반, 정교 기억 이론(Theory of Skilled Memory)을 개발하였다(Chase, W. G., & Ericsson, K. A. (1982). 허버트 시몬(Herbert A. Simon)과 함께 수행한 에릭손의 사고의 구술보고 관련 연구는 Protocol Analysis: Verbal Reports as Data라는 책으로 요약되어 나왔다. 이는 1993년 재수정되었다. G. H. Bower (Ed.), 『The psychology of learning and motivation』, (Vol. 16). New York: Academic Press). 에릭손의 실험 중 가장 강렬한 것은 한 학생에게 100자리 이상의 숫자를 잠시 보여준 후 몇 개의 숫자를 암기하였는지 테스트하는 숫자폭검사(digit span)였다. 월터 킨쉬(Walter Kintsch)와 함께, 에릭손은 이 이론을 장기 기억(long-term memory)으로 확장, 전문능력 수행자(expert performer)와 기억력 전문가(memory expert)의 뛰어난 작업 기억(working memory)에 대해 설명하려 하였다.(Ericsson & Kintsch 1995)
의식적인 연습(deliberate practice) 분야에서, 1991년 에릭손은 자키 스미스(Jacqui Smith)와 함께 Toward a General Theory of Expertise 개정판을 내고, 1996년에는 The Road to Excellence: The Acquisition of Expert Performance in the Arts and Sciences, Sports and Games을 편집하였다. 또한 2003년에는 재넷 스타크스(Janet Starkes)와 함께 편집한 모음집 Expert Performance in Sports: Recent Advances in Research on Sport Expertise도 냈다. 2016년 에릭손과 로버트 풀(Robert Pool)은 Peak: Secrets from the New Science of Expertise을 출간했다.
에릭손은 2006년판 The Cambridge Handbook of Expertise and Expert Performance의 공동편집자였다. 또한 에릭손은 미국정신의학협회(American Psychological Association) 회원이었다.

## 참고 문헌
- Anders Ericsson, K; Krampe, Ralf Th; Tesch-Romer, Clemens (1993). “The Role of Deliberate Practice in the Acquisition of Expert Performance”. 《Psychological Review》 100 (3): 363–406. doi:10.1037/0033-295x.100.3.363.
- Ericsson, Anders K.; Prietula, Michael J.; Cokely, Edward T. (2007). “The Making of an Expert”. 《Harvard Business Review》 85 (July–August 2007): 114–21, 193. PMID 17642130.
- Ericsson, Anders K.; Roring, Roy W.; Nandagopal, Kiruthiga (2007). “Giftedness and evidence for reproducibly superior performance” (PDF). 《High Ability Studies》.
- Ericsson, Anders K.; Kintsch, W. (1995). “Long-term working memory”. 《Psychological Review》 102 (2): 211–245. doi:10.1037/0033-295X.102.2.211. PMID 7740089.
- Ericsson, K. Anders (2003). 〈The Search for General Abilities and Basic Capacities: Theoretical Implications from the Modifiability and Complexity of Mechanisms Mediating Expert Performance〉.   Sternberg, Robert J.; Grigorenko, Elena L. 《The Psychology of Abilities, Competencies, and Expertise》. Cambridge: Cambridge University Press. 93–125쪽. ISBN 978-0-521-00776-4.
- Charness, Neil; Feltovich, Paul J.; Hoffman, Robert R.; Ericsson, K. Anders, 편집. (2006). 《The Cambridge Handbook of Expertise and Expert Performance》. Cambridge: Cambridge University Press. ISBN 9780521840972. 요약문 (2010년 6월 28일). This review of current research includes chapters by experts.
- Ericsson, Anders; Pool, Robert (2016). 《Peak: Secrets from the New Science of Expertise》. Boston: Houghton Mifflin Harcourt. ISBN 978-0544456235.